# Adrian Penland
Adrian Penland (ur. 25 listopada 1980) – amerykański koszykarz, występujący na pozycji rozgrywającego.

## Osiągnięcia
College
- Zaliczony do składów[1]:
  - All-Peach Belt Conference First Team (2003)[2]
  - All-PBC Second Team (2002)[2]
  - All Conference Team (2000, 2001)
  - Ball Star Top 40 JuCo Players
- Lider strzelców konferencji Peach Belt (2003)[1]
- 2-krotny MVP zespołu (2000, 2001, 2002, 2003)[1]

Drużynowe
- Mistrz Kataru (2010)

Indywidualne
- Uczestnik:
  - łotewskiego meczu gwiazd (2004)
  - meczu gwiazd PLK (2005)[3]
- Zaliczony do składu All-WBA First team (2009)[4]